# Juden in Rom
Die ersten Belege für Juden in Rom stammen aus dem antiken Rom und sind über zweitausend Jahre alt. Die Geschichte der Juden in der Spätantike ist aus verschiedenen lateinischen und griechischen Quellen bekannt.
Heutzutage leben in Rom um die 16.000 Juden.

## Juden in Rom um die Zeitenwende

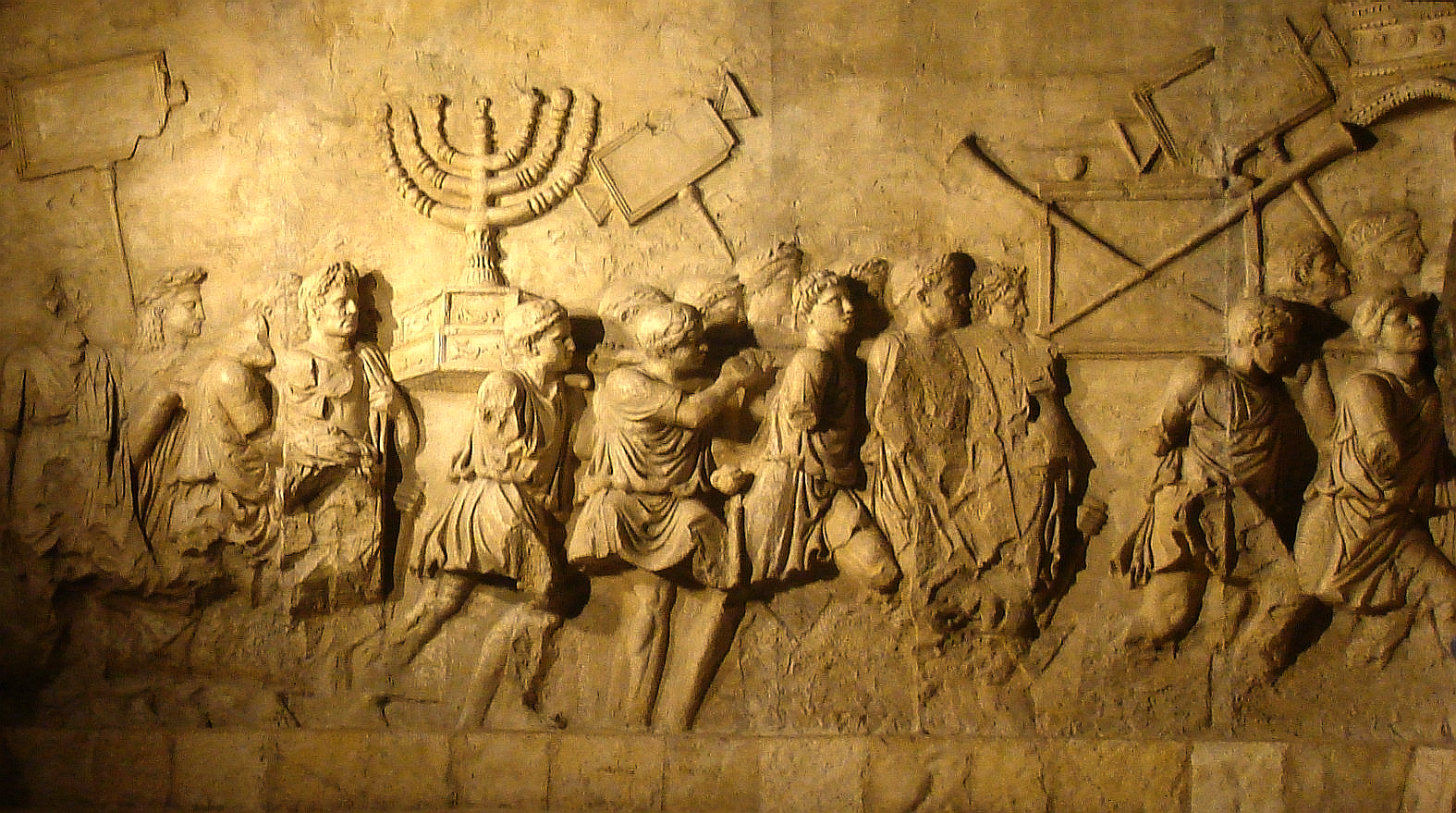
Reliefdarstellung des römischen Triumphzugs mit Menora nach der Zerstörung des Jerusalemer Tempels im Jahr 70 am Titusbogen in Rom

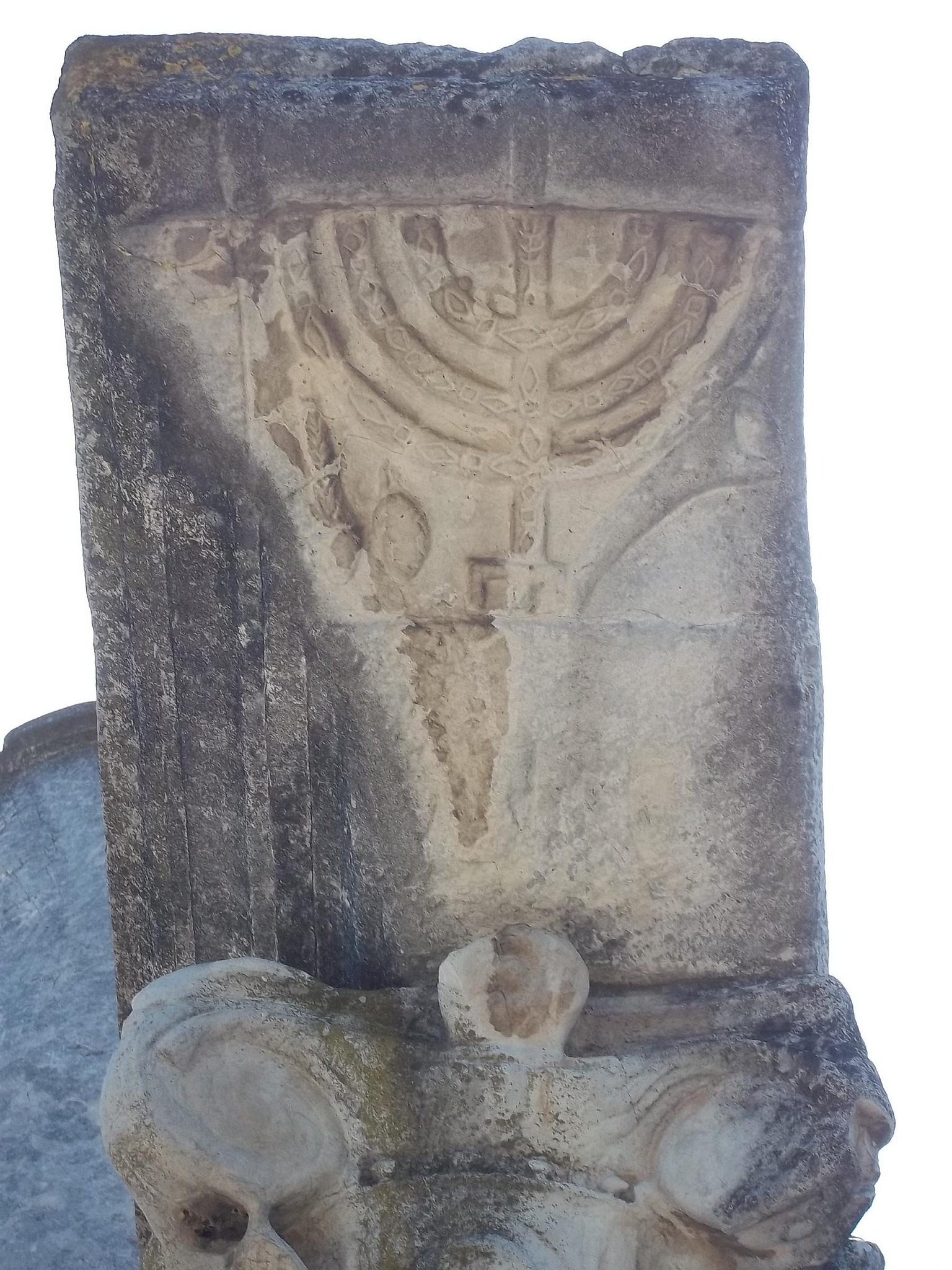
Detail eines Menorah-Reliefs auf einer Säule, Synagoge von Ostia, 1. Jahrhundert

Erstmals wurden Juden in Italien als Botschafter erwähnt, die durch Judas Makkabäus im Jahr 161 v. Chr. nach Rom geschickt wurden. Sie unterzeichneten laut der biblischen Überlieferung im 1. Buch der Makkabäer einen Vertrag mit dem römischen Senat; Historiker wie A. N. Sherwin-White glauben jedoch nicht an die Historizität dieser Gesandtschaft. Als gesichert gilt aber, dass eine Gesandtschaft des Hasmonäers Simon um das Jahr 139 v. Chr. nach Rom geschickt wurde, um das Bündnis mit den Römern gegen die hellenistischen Seleukiden zu stärken (1 Makk 15,15–24 ). Die Botschafter wurden von der bereits etablierten jüdischen Gemeinde in Rom herzlich empfangen. Aus dem Jahr 139 v. Chr. ist auch ein Edikt des Praetor peregrinus Gnaeus Cornelius Scipio Hispanus überliefert, in dem er den stadtrömischen Juden befahl, in ihre Heimat zurückzukehren, was Monika Schuol entweder auf eigene Kultausübung oder Missionstätigkeit zurückführt.
Die Zahl der Juden in Rom wuchs deutlich im ersten nachchristlichen Jahrhundert; viele Juden kamen nach der Eroberung Jerusalems und Besetzung Judäas durch Titus im Jahr 70 n. Chr. nach Rom, vor allem als Gefangene und Sklaven; ihre Zahl wird von Cecil Roth auf 100.000 geschätzt. Einigen gelang es, freigelassen zu werden und das römische Bürgerrecht zu erlangen; die meisten von ihnen siedelten sich in den Vorstädten an, zuerst im Transtiberinum und dann auch im Gebiet des Campus Martius und der Subura. Die Juden im Römischen Reich wurden von den staatlichen Autoritäten als collegium oder thiasos, also eine anerkannte Kultgemeinschaft, behandelt. Im Jahr 64 v. Chr. wurden die Sonderrechte der jüdischen Gemeinden wie diejenigen aller anderen collegia durch Senatsbeschluss aufgehoben, aber um 58 wieder zugelassen. Zwischen 49 und 44 v. Chr. ließ Gaius Iulius Caesar alle collegia des Reiches verbieten, nahm aber die jüdischen Gemeinden davon aus, was durch Augustus bestätigt wurde. Caesar erlaubte den Juden Geld zu wechseln und Versammlungen abzuhalten, Augustus behandelte sie mit besonderem Wohlwollen, wie Philon von Alexandria um 41 n. Chr. in der Legatio ad Gaium (156–158) schrieb und anderweitig bestätigt wurde: Augustus habe sie nicht aus Rom vertrieben oder ihr römisches Bürgerrecht genommen, habe ihre Synagogen nicht angetastet und sie nicht davon abgehalten, sich zur Darlegung ihrer Gesetze zu versammeln, und wenn Naturalien zufällig an einem Sabbat verteilt wurden, habe er dafür gesorgt, dass ein Teil für die Juden bis zum nächsten Tag aufgehoben wurde.
Am rechten Tiberufer entstand das jüdische Viertel, der jüdische Bevölkerungsanteil erreichte mit 10 Prozent der Gesamtbevölkerung einen Höhepunkt. Aus Philons von Alexandria Legatio ad Gaium (156) lässt sich schließen, dass es spätestens 40 n. Chr. mehrere Synagogen in Rom gab. Aus dem 3. und 4. Jahrhundert n. Chr. sind die Namen von mindestens elf, möglicherweise vierzehn Synagogen in Rom überliefert. Man vermutet, dass die Synagoge der Hebraei die älteste in Rom war, ähnlich der Namensgebung in griechischen Städten, in denen die jeweils einzige Synagoge diesen Namen erhielt; die Synagogen mit den Namen Agrippenses und Augustenses wurden – sofern die Benennung wie vermutet zur jeweiligen Lebenszeit der Herrscher erfolgte – vor 12 v. Chr. (Agrippa) beziehungsweise 14 n. Chr. (Augustus) gegründet.
In der späten Republik kam es öfters zu Vertreibungen von Personengruppen wie Rhetoren, Wahrsagern, Anhängern des Isiskults und auch Juden aus Rom, ihnen wurde aber jedes Mal kurze Zeit später die Rückkehr gestattet. Die Ausweisung religiöser Gruppen setzte sich bis Mitte des ersten nachchristlichen Jahrhunderts fort. Im Jahr 19 n. Chr. zog Tiberius 4000 freigelassene Juden zum Militärdienst ein und wies die peregrinen Juden aus Rom und Italien aus (Sueton, Vita Tiberii 36), ähnlich im Jahr 49 n. Chr. Claudius (siehe Sueton, Divus Claudius 25,4, Cassius Dio, ‘Ῥωμαϊκὴ ἱστορία, Buch LX 6,6, Apostelgeschichte 18,2 ). Juden, die in großer Zahl in den jüdisch-römischen Kriegen als Sklaven nach Rom gebracht wurden, wurden oft entweder von Mitgliedern der jüdischen Gemeinde in Rom freigekauft oder durch ihre römischen Herren freigelassen.
Zu den jüdischen Gemeinden außerhalb Roms zählte die des Hafenvororts Ostia, die seit dem 1. Jahrhundert v. Chr. nachweisbar ist; dort wurden 1961 archäologische Überreste einer antiken Synagoge gefunden, während in Rom keinerlei bauliche Reste der damaligen Synagogenbauten erhalten sind und alle Schlüsse aus Inschriften und anderen Texten gezogen werden. Aus diesen Inschriften hat Leonard Rutgers auf einen höheren Grad an Assimilation und Interaktion mit den Nichtjuden Roms geschlossen als bisher angenommen; für das 2. und 3. Jahrhundert n. Chr. lässt sich belegen, dass die Juden Roms weitgehend Griechisch und teilweise auch Latein sprachen, Aramäisch oder Hebräisch jedoch fast ausschließlich in der Liturgie verwendeten. Die Juden in Rom nutzten zwar die ortsüblichen Schmuckelemente, aber kaum deren Symbole und trugen nur indirekt über das Christentum zu der römischen Symbolik bei. Sie übernahmen aber viele römische Namen, wenn auch nicht das dreigliedrige römische Namenssystem mit Praenomen, Nomen gentile und Cognomen. Bernadette Brooten hat auf eine herausgehobene – jedenfalls ungewöhnlich sichtbare – Rolle der Frauen in den Diasporagemeinden hingewiesen.

## Juden im christlichen Rom
Nach der Anerkennung des Christentums als Religion des Römischen Reiches durch das Edikt von Mailand durch Konstantin im Jahre 313 verschlechterte sich die Situation der Juden in Italien dramatisch. Konstantin der Große verbot den Juden den Besitz christlicher Dienerschaft. Zudem wurde es Christen verboten zum Judentum überzutreten, der Übertritt zum Christentum von Juden dagegen gefördert. Im 4. Jahrhundert kam es nach antijüdischen Kampagnen aus dem Klerus – vor allem niederer und lokaler Geistlicher – zu Unruhen in Rom; die Synagogen wurden angezündet. Papst Leo I. sprach im 5. Jahrhundert von der Bosheit und Blindheit der Juden, und Bischöfe ließen Juden bis ins 6. Jahrhundert hinein verfolgen. Erst unter dem Pontifikat Gregors I. (590–604) wurden die Juden unter Schutz gestellt, was seine Nachfolger fortsetzten.

## Mittelalter und Renaissance
Im Mittelalter verschlechterte sich die Situation der Juden Roms deutlich. 1215 beschloss die Kirche im 4. Laterankonzil unter Papst Innozenz III. (1198–1216) eine ganze Reihe einschränkender Bestimmungen. Eine dieser Beschränkungen war die Einführung des gelben Ringes:

„Juden und Sarazenen beiderlei Geschlechts in jeder christlichen Provinz und zu allen Zeiten sollen in den Augen der Öffentlichkeit durch die Art ihrer Kleidung von anderen Völkern unterschieden sein.“

In der Zeit der Renaissance erlebte die jüdische Gemeinde Roms dagegen ihre kulturelle, vor allem literarische Blüte. Das 15. und die erste Hälfte des 16. Jahrhunderts waren für die Juden Italiens von freizügigem persönlichem und intellektuellem Austausch mit der christlichen Bevölkerung und der Übernahme von Elementen der Mehrheitskultur geprägt, darunter der Übernahme von Titeln und Familienwappen. Der Konversionsdruck war gering, die Religionsausübung ging zurück. In den Jahren nach dem Alhambra-Edikt von 1492 gelangten viele Juden aus Spanien, Portugal und der Provence nach Rom, sodass die Sepharden Anfang des 16. Jahrhunderts die Mehrheit unter den italienischen Juden stellten. Ab dem 14. Jahrhundert waren in die bis dahin kulturell weitgehend eigenständigen italienischen Gemeinden zunehmend Aschkenasim aus dem deutschsprachigen Gebiet, aus Böhmen, Mähren und Polen zugewandert. Nach der jüdischen Immigration von der iberischen Halbinsel prägte sich unter ihnen eine starke millenarische Tendenz aus, insbesondere, als der französische König Karl VIII. die Italienischen Kriege führte. Sein – von einer antijüdischen Stimmung in der Bevölkerung begleiteter – Einmarsch in Rom und die Flucht der päpstlichen Kurie 1495 wurde unter den dortigen Juden als Zeichen eines neuen Zeitalters gedeutet. Viele jüdische kabbalistisch-messianische Schriften verweisen auf Rom als Bezugsort. Der Millenarismus erhielt in den jüdischen Gemeinden Italiens ein zweites Mal Auftrieb in Folge der zunehmenden Repressionen durch die Gegenreformation ab den 1560er Jahren.

## Neuzeit

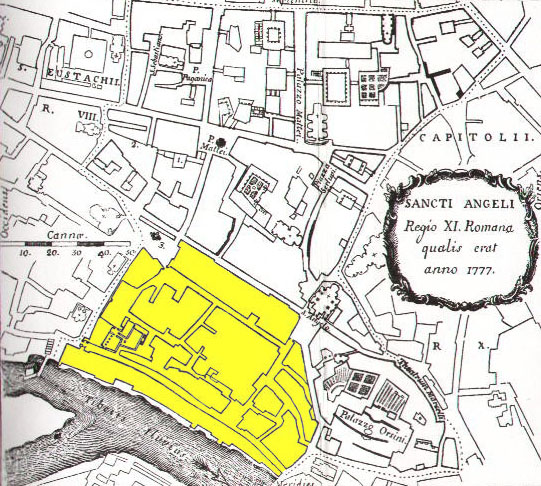
Karte des Ghettos (gelb)

In der frühen Neuzeit wurde nach dieser Episode freierer Entfaltung der rechtliche und räumliche Status der Juden stark eingeschränkt, auch wenn 1524 die päpstlich anerkannten Capitoli des Daniel von Pisa eine autonome Gemeindeverfassung schufen – die aber weniger Freiheiten erhielt als etwa diejenige Anconas, wo die jüdische Gemeinde wirtschaftlich wichtiger war. Die doppelte Schutzpflicht, in der sich die paternalistische Regierung Roms – geistlich durch den Papst, weltlich durch den Magistrat – sah, nämlich im Schutz der als Bürger Roms anerkannten Juden, insbesondere aber auch im Schutz der Christen vor den Juden, wurde stark in Richtung Letzterer verschoben. Auf Grundlage der Bulle Cum nimis absurdum (1555) richtete Papst Paul IV. das ummauerte römische Ghetto am Tiberufer, im Rione Sant’Angelo zwischen Portikus der Octavia und Marcellustheater ein, das die römischen Juden bewohnen mussten und nachts nicht verlassen durften. Zu den „extrem judenfeindlichen Bestimmungen“ (Volker Reinhardt) dieser Bulle gehörte auch, dass die Juden verpflichtet wurden, diskriminierende äußere Kennzeichen zu tragen, weitreichende Berufsverbote zu beachten und nicht in den Häusern von Christen zu arbeiten. So sollte der Kontakt zwischen Juden und Christen auf ein Mindestmaß beschränkt werden, was auf die Vorstellung zurückging, die Juden seien wie Ketzer ein Ansteckungsherd, vor dem die Christen zu schützen seien. Die frühneuzeitlichen Päpste wendeten diese Regeln unterschiedlich streng an; während Sixtus V. (1585–1590) und ihm folgend Kardinal Montalto jüdische Ärzte und Kaufleute in ihre Dienste nahmen, ließ Pius V. alle Juden mit Ausnahme Roms und Anconas aus dem Kirchenstaat ausweisen (Hebraeorum gens), und die verbliebenen zwang Gregor XIII., jeden Sonntag an einer Bekehrungspredigt teilzunehmen. Mit seiner Bulle Antiqua Judaeorum improbitas von 1581 unterstellte er die Juden in Glaubensfragen der Jurisdiktion der Inquisitionsbehörde; die Versuche, über die Juden auch in entlegensten Bereichen Hoheit zu erreichen, scheiterte an der Ausdifferenzierung der Rechtssphären. In der Praxis wurden Einschränkungen wie Gewerbeverbote seit Ende des 16. Jahrhunderts zumeist wenig restriktiv umgesetzt, da die Stadt Interesse an einer prosperierenden jüdischen Gemeinde hatte, zumal jüdische Kaufleute den wichtigen Levantehandel des Kirchenstaates über Ancona in der Hand hatten. Und nicht wenige Juden sahen die Entfaltung einer eigenen, von der Mehrheitsgesellschaft – auch in Bezug auf Heiraten und Schulen – abgeschotteten Kultur positiv. In einem Gebäude des Ghettos befanden sich fünf Synagogen (Cinque scuole) nach der jeweiligen Herkunft: jeweils eine italienische, askenasische, sizilianische, kastilische und katalanische.

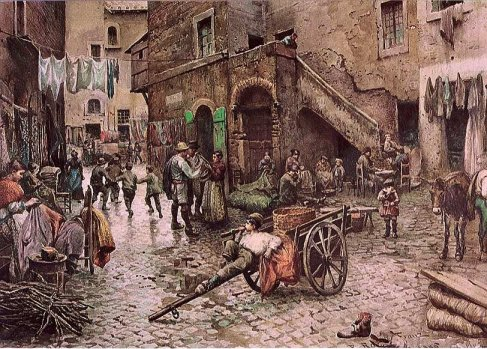
Straßenszene aus dem römischen Ghetto, Gemälde von Ettore Roesler Franz (um 1880)

Die Wohnbedingungen im Ghetto waren schlecht. Es war übervölkert, wurde oft vom Tiber überschwemmt, und die Juden durften keinen Grundbesitz erwerben. 1562 ließ Papst Pius IV. die Mieten im Ghetto festschreiben, da sie wegen der Begrenztheit des Raumes stark angestiegen waren. Clemens VIII. legte für die Ghettobewohner 1604 das Jus Gazzagà oder cazacà fest, das ihnen ein erbliches Wohnrecht auf Lebenszeit bei einem festgesetzten Mietzins zusicherte, der bis zur Auflösung des Ghettos nie angehoben wurde. Der häufig schlechte Zustand der immer weiter aufgestockten Häuser im Ghetto ist auch darauf zurückzuführen, dass sich wegen dieser Bestimmung die Instandhaltung nicht rentierte. Als Innozenz XI. den Juden 1682 den Betrieb von Geldhäusern verbot und sie auf kleinen Textil- und Trödelhandel beschränkte, kam es zu einer schnellen Verarmung. Der besondere Rechtsstatus der Juden („Status hebraicus“) wurde durch die Huldigung deutlich, die gegenüber dem römischen Magistrat zu leisten war und das besondere Untertanen- und Schutzverhältnis symbolisierte. Die Juden spielten auch eine Rolle bei den Huldigungsfeierlichkeiten nach einer Papstwahl. Üblicherweise statteten sie den Weg des neugewählten Papstes vom Titusbogen zum Kolosseum mit wertvollen Teppichen aus, und sie überreichten ihm als Zeichen ihrer Loyalität eine Ausgabe des Pentateuch, die der Papst mit den Worten „Euer Gesetz ist gut, aber Ihr versteht es nicht, denn die alten Dinge sind vergangen, und alles ist neu gemacht worden“ oder „Confirmamus, sed non consentimus“ („Wir erkennen an, aber stimmen nicht zu“) entgegennahm. Zudem hatten die Juden dem römischen Stadtrat einen finanziellen Tribut zu leisten und waren bei den Karnevalsfeiern fester Bestandteil der – häufig lächerlich machenden – Rituale, die Clemens IX. 1668 statt des üblichen Stadtlaufes der Juden festgeschrieben hatte.
In der Zeit der Aufklärung verschärfte die Kurie in ihrem Kampf gegen neue politische und intellektuelle Vorstellungen wie die Freimaurerei Mitte des 18. Jahrhunderts den Druck auf die römischen Juden mit rechtlichen Beschränkungen und Hausdurchsuchungen 1753, bei denen hebräische Schriften beschlagnahmt wurden. Dagegen lockerte Clemens XIV. (1769–1774) die diskriminierende Politik gegenüber den römischen Juden, während sein Nachfolger Pius VI. 1775 den Editto sopra gli Ebrei erließ, in dem sämtliche einschränkenden Vorschriften zusammengefasst und verschärft wurden; der Historiker Abraham Berliner nannte es Ende des 19. Jahrhunderts „das schwärzeste Blatt in der Geschichte der Menschheit“. Dagegen bestanden diese Bestimmungen laut Thomas Brechenmacher „nur auf dem Papier“; die zunehmend schwierige Lage im Ghetto schreibt er dem allgemeinen wirtschaftlichen Niedergang zu. Nachdem französische Revolutionstruppen unter Napoleon Bonaparte 1798 die Stadt eingenommen hatten, kam es in der Römischen Republik zu einer etwa halbjährigen Phase der rechtlichen Gleichstellung (Judenemanzipation), die mit der Integration des Kirchenstaates in die Französische Republik 1808 wieder auflebte, durch die Restauration der päpstlichen Herrschaft beim Wiener Kongress 1815 aber wieder der alten Diskriminierung wich. Die Hoffnung auf bürgerliche Freiheiten wurde mit Papst Pius IX. größer, der kurz nach seinem Amtsantritt 1846 die Pflicht für Juden aufhob, Konversionspredigten zu besuchen, die Ghettotore öffnete und Juden an den Bürgerwehren beteiligte. Im Oktober 1847 schaffte er die Huldigung des römischen Magistrats und Tributzahlungen durch die römischen Juden ab und entfernte sie zugleich aus der Sonderjurisidiktion und aus den Karnevalsritualen. Nach dem kurzzeitigen Machtverlust des Papstes während der Revolution von 1848/49 schwenkte er jedoch auf eine antiliberale und antijüdische Politik um. Katholische Zeitschriften wie die 1850 gegründete Civilità Cattolica verbreiteten antijüdische Propaganda, und es kam zu Kindesentführungen wie derjenigen des neunjährigen jüdischen Jungen Giuseppe Coen, der 1864 aus dem Ghetto in eine katholische Katechumenatseinrichtung gebracht und dessen Eltern jeder Kontakt verboten wurde (siehe zu dieser Praxis den bekannten Fall des Edgardo Mortara). Verfechter einer italienischen Nationalbewegung und Besucher aus fremden Ländern polemisierten seit Ende des 18. Jahrhunderts gegen die Lebensbedingungen der als entrechtet und dahinvegetierend bezeichneten Ghettojuden „in Enge, Schmutz und Gestank“, die in manchen Reiseberichten teils romantisierend als „absonderlich-museales Relikt“ unter den Augen des Papsttums bezeichnet wurden. Dagegen bemühte sich der Historiker Ferdinand Gregorovius in der wohl berühmtesten Beschreibung des Ghettos von 1853 um eine ausgewogene und nicht skandalisierende Darstellung.

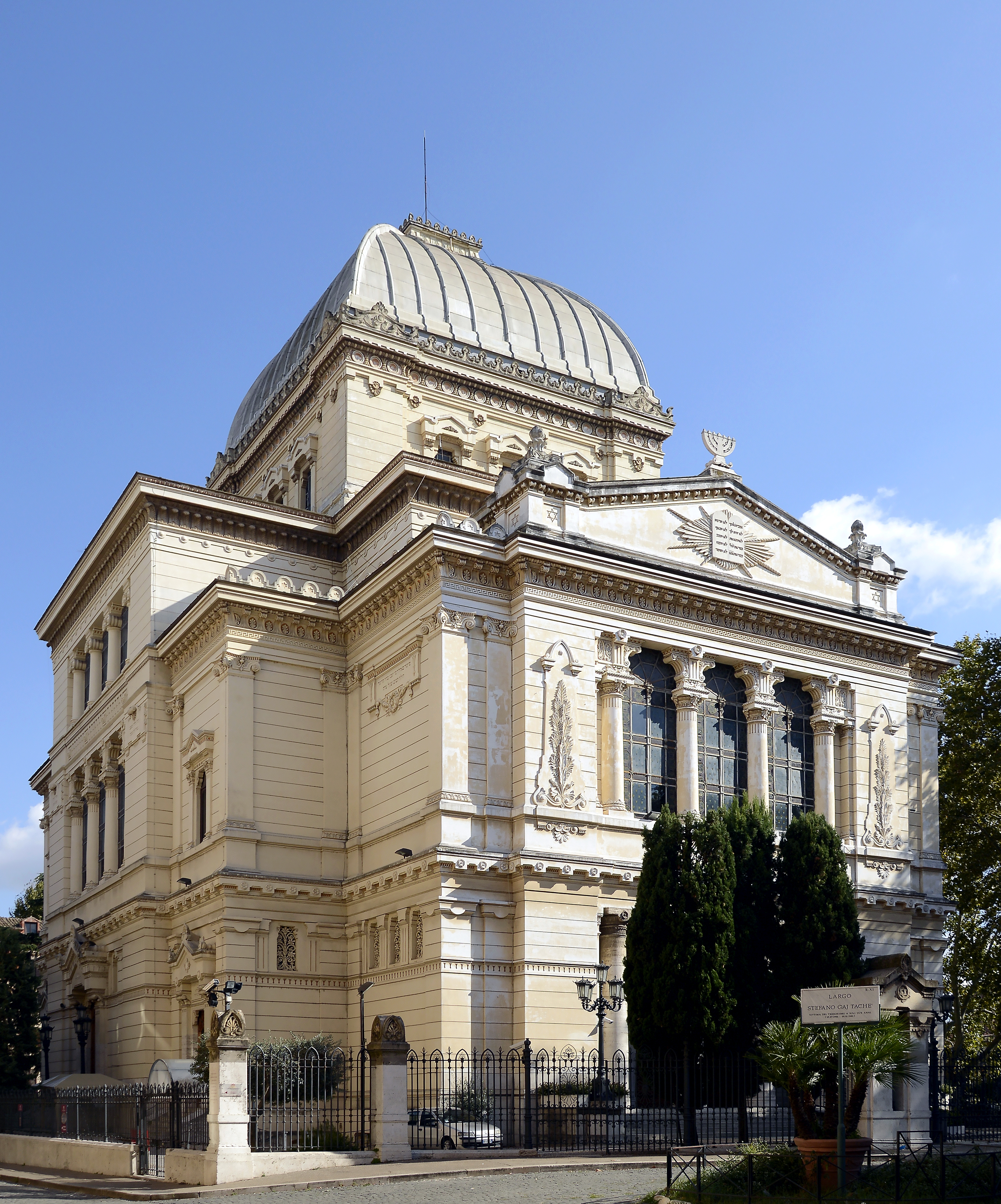
Große Synagoge von Rom, Symbol des Aufstiegs der römischen Juden zu gleichberechtigten Staatsbürgern

Erst nach dem Fall des Kirchenstaates an den italienischen Nationalstaat im Zuge des Risorgimento 1870 wurde das Ghetto aufgelöst und wurden viele der alten Gebäude abgerissen; als Symbol des neu gewonnenen Status als gleichberechtigte Bürger errichtete die jüdische Gemeinde Ende des 19. Jahrhunderts an dieser Stelle die weithin sichtbare und mit viel Freiraum umgebene Große Synagoge. Papst Pius IX., dessen Herrschaftsgebiet auf die Vatikanstadt reduziert war, verschärfte in den folgenden Jahren seine Rhetorik gegenüber den Juden, indem er antisemitische Stereotype wie das der Geldgier aufgriff, unterstützt vom Kurienkardinal Luigi Oreglia di Santo Stefano und bis Anfang des 20. Jahrhunderts von der katholischen Presse. Eine leichte Verbesserung wurde unter Pius X. erreicht, der 1905 die Pogrome in Russland verurteilte und Theodor Herzl empfing, ihm aber kein Unterstützung für das Projekt eines zionistischen Staates gab.

## 20. Jahrhundert
In Rom lebten gemäß dem Sonderzensus der faschistischen Behörden vom August 1938 etwa 13.000 Juden und damit nach Zahlen am meisten in Italien (allerdings in Triest und Livorno nach Bevölkerungsanteilen mehr). Nachdem Anfang 1938 etwa 45.000 Juden in Italien verzeichnet worden waren, schrumpften die Gemeinden im Zuge der Verschärfung der faschistischen Politik ab Ende der 1930er Jahre (siehe Italienische Rassengesetze); im Januar 1943 lebten nur noch 33.000 Juden im Land, fast 6000 waren emigriert. Der Vatikan setzte sich allein für die eigene Klientel ein, das heißt, für Personen in Mischehen und getaufte Juden, auch wenn der aggressive Antisemitismus in Italien gesellschaftlich nicht mehrheitsfähig wurde.
Mit dem Einmarsch deutscher Truppen und der Besetzung Italiens im September 1943 wurde die Vernichtungspolitik auch in Italien umgesetzt. Im Oktober und November 1943 organisierten Sicherheitspolizei und SD unter Führung Theodor Danneckers „Judenaktionen“ in mehreren Großstädten, insbesondere gegen die jüdische Bevölkerung Roms (siehe Danneckers Tätigkeit in Italien). Dort wurden am 16. Oktober 1943 1259 Juden festgenommen und 1023 davon in das Vernichtungslager Auschwitz deportiert. Die von 1943 bis 1945 bestehende Italienische Sozialrepublik war ein Marionettenstaat der Nationalsozialisten. Insgesamt wurden von den italienischen Juden etwa zwanzig Prozent ermordet, weniger als in Frankreich oder in den Niederlanden. Vielen gelang es, sich zu verstecken, insbesondere in Einrichtungen der katholischen Kirche; in Rom sollen mehr als 4000 Juden in Klöstern, Pfarrhäusern, Konventen und im Vatikan untergekommen sein. Nach der Wiederauffindung einer von Gozzolino Birolo erstellten Dokumentation im Jahr 2023 sind 3.200 dieser Menschen heute namentlich bekannt. Am 24. März 1944, einen Tag nach dem Attentat in der Via Rasella, wurden beim Massaker in den Ardeatinischen Höhlen 335 italienische Zivilisten, darunter 75 jüdische Geiseln, ermordet.
Nach dem Ende des NS-Regimes und des Zweiten Weltkriegs waren im Sommer 1945 viele der überlebenden Juden Europas auf der Durchreise in Italien und warteten in den Hafenstädten auf eine Weiterreise nach Palästina. Die UNRRA sammelte diese etwa 25.000 Flüchtlinge in drei Lagern, von denen eines sich in der Cinecittà in Rom befand. Bereits im November 1945 wählten italienische Displaced Persons einen 140-köpfigen Selbstverwaltungsrat, der in Rom tagte. Insgesamt befanden sich bis 1948 vorübergehend etwa 50.000 Flüchtlinge in Italien, von denen bis Sommer 1950 nur 2000 geblieben waren. Die schwierigen Umstände in den Lagern und die reservierte Politik der britischen Besatzungsmacht gegenüber der Einwanderung in Palästina kamen zunehmend zur Sprache, insbesondere, als die Irgun am 31. Oktober 1946 einen Bombenanschlag gegen die britische Botschaft in Rom verübte.

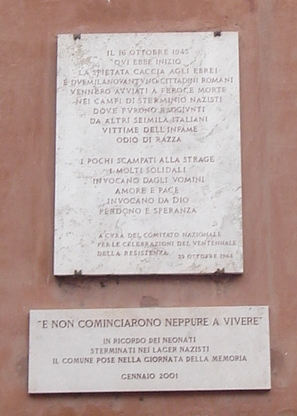
Gedenkplakette am Ort der Deportation der römischen Juden bzw. Säuglinge (unten) nahe dem früheren Ghetto

Die Große Synagoge von Rom ist ein symbolischer Ort in der Geschichte der Annäherung der Päpste an das Judentum nach 1945. Vor ihr hielt Papst Johannes XXIII. am Morgen des 17. März 1962, einem Samstag, unangekündigt an, ließ das Verdeck seines Wagens öffnen und segnete die herausströmenden Juden. Der künftige Rabbiner Elio Toaff erinnerte sich später, dass „nach einem Augenblick verständlicher Verwirrung die Juden ihn umringten und ihm begeistert applaudierten. In der Tat war es das erste Mal in der Geschichte, daß ein Papst die Juden segnete, und dies war vielleicht die erste echte Geste der Versöhnung.“ An diese Geste knüpfte Papst Johannes Paul II. am 13. April 1986 an, als er dort als erster Papst überhaupt eine Synagoge betrat und eine Ansprache hielt. Die Begegnung endete mit einer Umarmung des Papstes und des langjährigen Großrabbiners Elio Toaff. Das Ereignis wurde laut dem Historiker Georg Schwaiger „in der ganzen Welt als außerordentliches Zeichen der Versöhnung gewertet“.
In den 1990er Jahren änderte sich die Erinnerungskultur zur nationalsozialistischen Vernichtungspolitik in Italien. Erstmals wurde vollständig anerkannt, dass diese Politik spezifisch gegen Juden gerichtet gewesen war, und Stimmen aus der jüdischen Gemeinde wurden zunehmend wahrgenommen. Die 1998 veröffentlichte Verlautbarung Wir erinnern: Eine Reflexion über die Shoah der vatikanischen Kommission für die religiösen Beziehungen zum Judentum sahen Elio Toaff und die Autorin Tullia Zevi als wichtigen Schritt für das Verhältnis zwischen Juden und Vatikan, während jüngere jüdische Stimmen das Dokument für seine unzureichende Aufarbeitung der Historie kritisierten. Amos Luzzatto, damals Präsident des Verbandes der jüdischen Gemeinden Italiens, sprach sich 1998 auf der Titelseite von L’Unità gegen die Seligsprechung Edith Steins aus und zeigte sich skeptisch gegenüber derjenigen Papst Pius’ XII., der für seine Zurückhaltung gegenüber dem NS-Regime während seines Pontifikats umstritten geblieben ist. Im Jahr 2000 besuchte Johannes Paul II. Israel und schloss in sein Schuldbekenntnis für die Kirche auch die Judenverfolgung ein. Das Verhältnis der katholischen Kirche zum Judentum hatte sich laut Thomas Brechenmacher seit der Erklärung Nostra aetate von 1965 von der traditionellen doppelten Schutzherrschaft hin zum „theologischen Konzept der unlösbaren brüderlichen Verbundenheit durch und vor dem gleichen Gott“ gewandelt. Er sah den Holocaust als Katalysator des langsam einsetzenden Denkprozesses, der auch die kirchliche Politik des Konversionsdrucks beendete.
Seit 1994 gedenken die Gemeinschaft Sant’Egidio und die jüdische Gemeinde Roms jährlich gemeinsam des 16. Oktober 1943. 2002 wurde in Anwesenheit des Bürgermeisters Walter Veltroni eine Gedenkplakette am Ort der Deportation angebracht.